# 삼국석탄 야구단
중앙실업 야구단은 1946년부터 1947년까지 존재했던 실업 야구단이며, 한성실업야구연맹 원년 가입 팀이다.